# Schlösserstraße (Erfurt)
Die Schlösserstraße ist eine der bedeutendsten Einkaufsstraßen der thüringischen Landeshauptstadt Erfurt.
Sie ist etwa 500 Meter lang und verbindet den Fischmarkt im Nordwesten mit dem Anger im Südosten.

## Geschichte
Erstmals erwähnt wurde die Schlösserstraße als slohzergahze in einer Urkunde von 1350, allerdings dürfte sie wesentlich älter sein, da sie Teil der Via Regia war. Diese überquerte auf der heutigen Schlösserbrücke die Gera, die im Frühmittelalter noch Erphes hieß und somit der Stadt Erfurt ihren Namen gab. Die betreffende Furt ist im Bereich der heutigen Schlösserbrücke anzusiedeln. Im Jahr 1826 wurde die Schlössergasse in Schlösserstraße umbenannt. Zwischen 1946 und 1990 hieß sie nach Hermann Jahn Hermann-Jahn-Straße und seitdem wieder Schlösserstraße. Der Name leitet sich höchstwahrscheinlich von der Zunft der Schlosser ab, die im Mittelalter in dieser Straße lebten.

## Bebauung

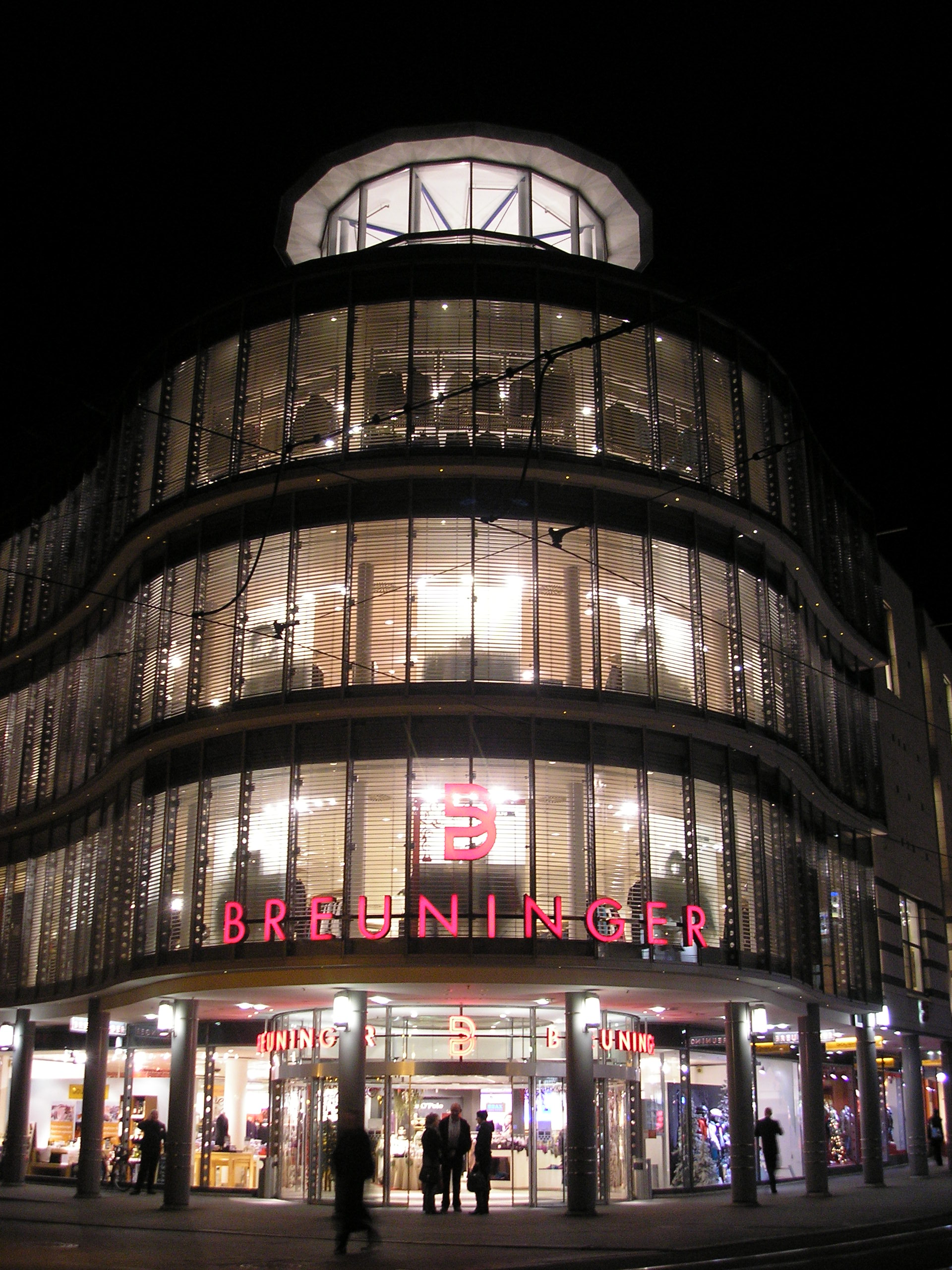
Das Breuninger-Kaufhaus bei Nacht

Die Schlösserbrücke über den Breitstrom, einen Flussarm der Gera, befindet sich etwa in der Mitte der Straße. Der Teil zwischen Anger und Brücke ist von herrschaftlichen Häusern der Gründerzeit geprägt, die hier in der Schlösserstraße das Gefühl einer Häuserschlucht entstehen lassen.
Die ersten Häuser am Beginn der Schlösserstraße zum Anger hin wurden bei Luftangriffen während des Zweiten Weltkriegs zerstört. Erst dadurch entstand hier aus der Straße ein Platz, an dem in den 1970er Jahren das „Angereck“ errichtet wurde, um das Jahr 2000 ein umstrittener, moderner Neubau.
Auf der anderen Seite der Gera zwischen Schlösserbrücke und Fischmarkt stehen ältere, kleinere Häuser, die die Straße hier etwas breiter wirken lassen. Sie stammen zum großen Teil aus der frühen Neuzeit.
Sehenswürdigkeiten in der Schlösserstraße sind die Kirche St. Lorenz nahe dem Anger und die Neue Mühle an der Schlösserbrücke.

## Heutige Bedeutung
Seit 1990 hat sich die Schlösserstraße mehr und mehr zu einer Einkaufsstraße gewandelt. Es entstanden an der Stelle von Bombenlücken die beiden neuen Kaufhäuser Breuninger und C&A, daneben Müller und zahlreiche kleinere Geschäfte und Cafés. Die Schlösserstraße ist als Fußgängerzone eingestuft und wird von zahlreichen Stadtbahnlinien, die zwischen den Haltestellen Anger und Fischmarkt/Rathaus verkehren, befahren.